# Гебра, Фердинанд
Фердинанд фон Гебра (Ferdinand Karl Franz Schwarzmann, Ritter von Hebra, Фердинанд Карл Франц Шварцманн, Риттер фон Гебра (Хебра), 7 сентября 1816, Брюнн, ныне Брно, Чехия — 5 августа 1880, Вена) — австрийский врач, основатель дерматологической научной школы, один из основоположников дерматологии. Ученик Карла Рокитанского и Йозефа Шкоды, близкий друг венгерского врача, основателя асептики Игнаца Земмельвейса.
Окончил медицинский факультет Венского университета в 1841 году, в 1842-м был назначен первым ассистентом в отделении внутренних болезней Центральной Венской больницы, в 1851-м занял место главы дерматологического отделения. Гебра являлся представителем поколения молодых врачей, отказавшихся от мистицизма в медицине и следовавших строго материалистическому, научному подходу. До него в медицине господствовало убеждение, что поражения кожи являются следствием внутреннего очищения организма. Кожными болезнями занимались наименее квалифицированные врачи, для дерматологии не было самостоятельных отделений. В 1844-м Гебра доказал, что причиной чесотки является чесоточный клещ. Изобрёл водный матрац для профилактики пролежней. Стал известен благодаря публикации «Атласа кожных заболеваний» (1856) и учебника кожных заболеваний (1878, совместно с М. Капоши). В период с 1869 по 1879-й являлся профессором дерматологии Венского университета. С 1879 года и до своей смерти был председателем Общества врачей в Вене.